# Emili Armengol i Gall
Emili Armengol i Gall (Terrassa, 7 de maig de 1911 - Barcelona, 17 de juliol de 1976) fou un joier i pintor català, pare d'Emili Armengol i Abril. Fou membre del Centre Excursionista de Catalunya
El 1931, als 20 anys, va realitzar la seva primera exposició a Barcelona. Fou a la Sala Badrinas entre el 17 i el 21 de novembre. Com a joier, va realitzar diversos treballs, alguns d'ells en col·laboració amb altres artistes com Manolo Hugué i Jaume Mercadé Queralt. Algunes d'elles, com Penjoll i fermall: Cap de dona, es poden veure actualment al Museu Nacional d'Art de Catalunya.